# World Amateur Body Building Association
La World Amateur Body Building Association (WABBA) est une organisation internationale de culturisme fondée en 1976 par le bodybuilder français Serge Nubret. L'association intègre en 1977 la NABBA, fondée en Angleterre, mais la quitte en 1983.
De nos jours, la WABBA est présente dans de nombreux pays, dans les cinq continents. En Europe, les pays les plus actifs sont l'Italie, le Royaume-Uni, la Grèce, la Suisse et l'Espagne avec des centaines d'athlètes. Chaque pays organise de nombreuses compétitions, tant au niveau régional qu'au niveau national.
WABBA International organise chaque année trois compétitions internationales majeures : les Championnats du monde au début de l'été, Mr et Miss Univers à la fin de l'automne et Hercules Olympia à la fin du printemps.